# 1871
1871 (số La Mã: MDCCCLXXI) là một năm bắt đầu từ ngày Chủ Nhật của lịch Gregory hay bắt đầu từ ngày thứ Sáu, chậm hơn 12 ngày, theo lịch Julius.

## Sự kiện

### Tháng 1 – Tháng 3
- 2 tháng 1 – Amadeo I trở thành vua Tây Ban Nha.
- 18 tháng 1 – Các bang thành viên của Liên bang Bắc Đức và các bang phía nam Đức thống nhất thành một quốc gia gọi là Đế quốc Đức. Vua Phổ được tuyên bố là Hoàng đế Đức đầu tiên Wilhelm I.
- 21 tháng 1 – Quân của Giuseppe Garibaldi chiến thắng ở Dijon.
- Tháng 3 – Công xã Paris, cuộc Cách mạng vô sản đầu tiên trên thế giới.

### Tháng 12
- 26 tháng 12 – Công diễn tác phẩm chung đầu tiên Thespis của Gilbert và Sullivan.[1]

## Sinh
- 16 tháng 4 – John Millington Synge, nhà soạn kịch người Ireland (m. 1909)
- 30 tháng 8 - Ernest Rutherford, nhà vật lý người New Zealand (m. 1937)

## Mất
- 9 tháng 12 – Lương Thị Nguyện, phong hiệu Thất giai Quý nhân, thứ phi của vua Minh Mạng (s. 1800).
- 9 tháng 12 – Nguyễn Phúc Miên Tiệp, tước phong Duy Xuyên Quận công, hoàng tử con vua Minh Mạng (s. 1832).